# Элемент узлов
Элеме́нт узло́в — одна из базовых составных частей узлов. Обычно узел состоит из нескольких (двух и более) элементов. Описания элементов узлов у разных авторов различаются, отличны описания у англоговорящих авторов и российских.
В международном узловязании принято указывать номер узла (ABoK), ссылаясь на «Книгу узлов Эшли» 1944 года — полный справочник узлов.

## Перечень
- Коренной конец — закреплённый (натянутый, нагруженный) конец верёвки
- Ходовой конец — незакреплённый конец верёвки, которым завязывают узел
- Петля — серединная часть, изгиб верёвки

- Открытая петля — изгиб верёвки, у которой концы — свободны
- Закрытая петля — изгиб верёвки, концы которой соединены вместе, но не перекрещены
- Колышка — изгиб верёвки, концы которой соединены вместе и перекрещены

- Шлаг — полный оборот (на 360 или 540 градусов) верёвки вокруг объекта, когда коренной и ходовой концы верёвки — направлены параллельно друг другу (или в противоположные стороны)
- Обнос — обхват объекта верёвкой, когда оба конца не перекрещиваются
- Полуштык — обнос верёвкой объекта и перекрестие концами под прямым углом без последующего пропускания верёвки в образовавшуюся петлю
- Полуузел — перехлёст концов верёвки

## Источники

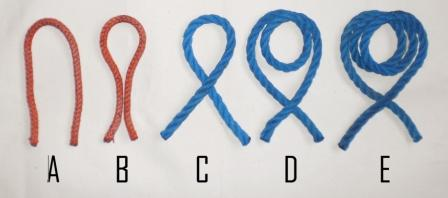
A — Open Loop
B — Closed Loop
C — single turn
D — round turn
E — two round turns

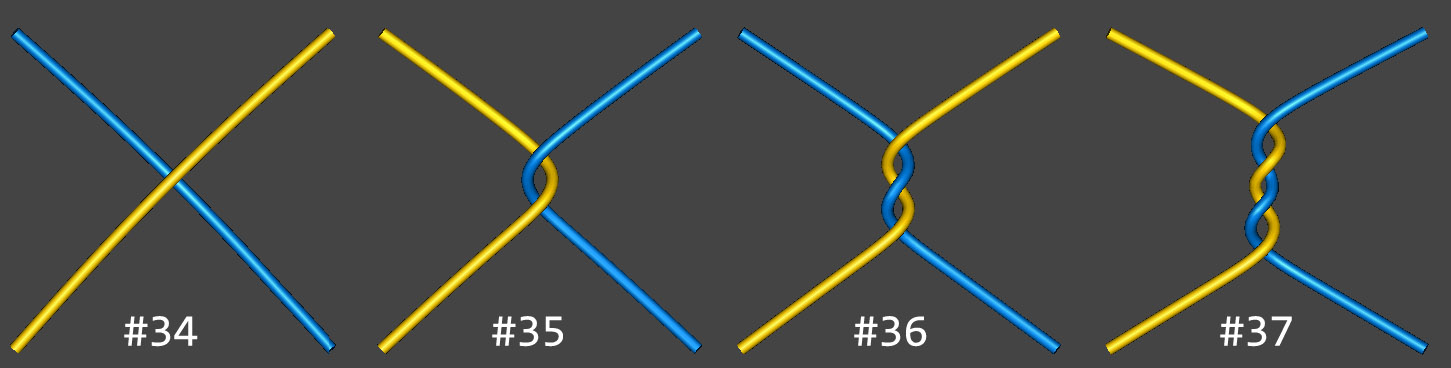
переплетение между собой двух якорных канатов корабля, стоящего на якорной стоянке:
34 — cross
35 — elbow
36 — round turn
37 — round turn and an elbow